# Vetřelec v mém těle
Vetřelec v mém těle (v anglickém originále Turnabout Intruder) je 24. a poslední díl třetí řady seriálu Star Trek. Premiéra epizody v USA proběhla 3. června 1969, v České republice 12. září 2003.
Jde rovněž o poslední epizodu celého seriálu Star Trek. Díl měl být původně vysílán již 28. března 1969, ale minutu před začátkem bylo vysílání odloženo kvůli naléhavým zprávám o smrti exprezidenta Eisenhowera. Poslední epizoda tak byla odvysílána až po dvouměsíční odmlce na začátku června téhož roku.

## Příběh
Píše se hvězdné datum 5928.5 a USS Enterprise NCC-1701, vlajková loď Spojené federace planet, pod vedením kapitána Jamese T. Kirka doráží na planetu Camus II, kde se setkává s Dr. Janice Lesterovou a Dr. Arthurem Colemanem, kteří jako jediní přežili neznámé ozáření. Kapitán Kirk Dr. Lesterovou zná z dřívějška z dávného vztahu, ze kterého odešli oba ve zlém. Kirk se sice domnívá, že doktorka je po zásahu radiace nemohoucí, ale ta náhle ožívá a znehybní ho na přístroji, který je schopen vyměnit vědomí a osobnost mezi těly.
Dr. Lesterová v Kirkově těle se pokusí kapitána zabít, ale nestihne to, než se vrátí ostatní z prohlídky. Dr. McCoy chce doktorku (Kirka) převézt na Enterprise, aby mohli zjistit druh radiace, kterému byla vystavena. Na lodi doktorka, coby kapitán lodi ustanovuje Dr. Colemana za svého lékaře a přebírá tak velení Enterprise. McCoy i pan Spock si všímají dosti podivného chování svého kapitána a proto McCoy nechává kapitána pozvat na kompletní vyšetření, zatímco Spock si jde promluvit s údajnou Dr. Lesterovou. Kirk v těle doktorky Spocka přesvědčuje, že je opravdu James Kirk, ale při úniku jsou přistiženi a kapitán (Lesterová) nechává svolat slyšení proti Spockovi za pokus o vzpouru.
Při slyšení se účastní všichni vyšší důstojníci. Během procesu kapitán působí dosti podivně. Chová se hystericky a občas mu i přeskakuje hlas. O přestávce se Scotty s McCoyem baví o tom, že jestli je to tak, tak budou opravdu muset provést vzpouru. Jejich hovor je však nahráván a když slyšení pokračuje, nechává jej falešný kapitán obviní ze vzpoury a za trest určuje popravu. Sulu a Čechov namítají, že trest smrti je ve flotile nedovolený, ale není jim to nic platné. Když oba na můstku odmítnou uposlechnout další rozkazy, Lesterová je opět nepříčená a na moment se vrací Kirk i ona do svých těl. Lesterová (jako kapitán) běží za Dr. Colemanem a žádá jej, aby s tím něco udělal. Namítá, že jediná cesta pro nezvratnost procesu je smrt druhé strany, ale že pro ni vraždit nebude. Lesterová jej nakonec přesvědčuje. Když ale dojdou k cele a chtějí pravého kapitána odvézt, ten začne s Dr. Colemanem bojovat a při vypětí se proces obou zvrátí zpět. Lesterová, již ve svém těle, je na pokraji psychického zhroucení z toho, jak moc chce zabít Kirka a jak moc chce být kapitánem hvězdné lodi. Dr. Coleman říká, že se o doktorku chce postarat a McCoy je oba odvádí.
Kirk dodává, že jí nechtěl zničit a že mohla prožít krásný život, kdyby... ...kdyby...